# Kochlorine anchorella
Kochlorine anchorella is een rankpootkreeftensoort uit de familie van de Lithoglyptidae. De wetenschappelijke naam van de soort is voor het eerst geldig gepubliceerd in 1969 door Tomlinson.